# Jette Kjærboe
Jette Kjærboe (født 18. april 1943 i Faaborg) er en dansk forfatter.

## Udvalgte værker
- Gennembruddet, roman 1986
- Rejsen til kærlighedens ø, roman 1989
- Albertines fortællinger, roman 1992
- Vinhandleren og andre spøgelseshistorier, novellesamling 1994
- Kvinden i vinduet, roman 1995
- Madonna-maleren, roman 2001
- Juttas år, roman 2006